# 太田部古墳群
太田部古墳群（おおたぶこふんぐん）は、埼玉県秩父市にある古墳群。標高950mの塚山の中腹、標高870〜830mの高所に築造された古墳群で、前方後円墳を中心に19基が築造されていた。現在前方後円墳1基、円墳11基の計12基が確認されている。1950年〜1951年(昭和25年-26年)に太田部中学校によって発掘調査が行われたが、遺物は出土しなかったという。武蔵国で最も高所に立地している古墳であるが、中近世の「塚」とする意見もある。1964年(昭和39年)に吉田町（当時）指定史跡に指定された。